# Стэпп, Марджори
Ма́рджори Стэпп (англ. Marjorie Stapp; 17 сентября 1921, Литл-Рок — 2 июня 2014, Laguna Woods, Калифорния) — американская актриса кино и телевидения, менее известна как театральная актриса.

## Биография
Марджори Стэпп родилась 17 сентября 1921 года в городе Литл-Рок (штат Арканзас, США), ещё будучи школьницей переехала с семьёй в Калифорнию. В начале 1940-х годов работала секретаршей человека по имени Багси Сигел, как позднее сказала сама Стэпп: «я сидела в большом плюшевом офисе на бульваре Сансет и скучала от безделья». О том, что этот человек — известный гангстер девушка узнала лишь когда его убили в 1947 году. В середине 1940-х годов подписала контракт с 20th Century Studios и начала достаточно активно сниматься: за 19 лет (1946—1965) она появилась в примерно 70 кинофильмах и телесериалах (в основном во второстепенных и эпизодических ролях, примерно в трети случаев даже без указания в титрах). В 1969 году снялась в двух эпизодах двух телесериалов, а затем, после длительного перерыва, с 1987 по 1991 год ещё появилась в трёх фильмах (двух телевизионных и одном короткометражном) и трёх эпизодах трёх телесериалов, после чего окончательно ушла на покой. В основном играла роли в малобюджетных фильмах ужасов и вестернах категории B.
С мая 1964 года по май 1966 года играла в бродвейской постановке «Если бы не розы».
Марджори Стэпп скончалась 2 июня 2014 года в городе Лагуна-Вудс (штат Калифорния).
Личная жизнь
Марджори Стэпп была замужем за актёром Аланом Робертом Брауном (1932—2018). Брак был заключён не ранее 1962 года и продолжался около полувека до самой смерти актрисы 2 июня 2014 года. От брака остался ребёнок.

## Избранная фильмография
| В титрах указана - 1949 — Пламенный путь / The Blazing Trail — Джанет Мастерс - 1949 — Без чести / Without Honor — жена соседа - 1949 — Приключения сэра Галахада / The Adventures of Sir Galahad — королева Гвиневра - 1952 — Стальная ловушка / The Steel Trap — туристический агент - 1953 — Зловещий порт / Port Sinister — лаборантка - 1956 — Лейтенант, который носит юбки / The Lieutenant Wore Skirts — девушка в прачечной - 1956 — Неуязвимый человек / Indestructible Man — девушка в истерике - 1956 — Ствол для труса / Gun for a Coward — Роуз - 1957 — Кронос / Kronos — медсестра - 1957 — Монстр, который бросил вызов миру / The Monster That Challenged the World — Конни Блейк - 1957 — Дочь доктора Джекилла / Daughter of Dr. Jekyll — одевающаяся женщина - 1958 — Батальон самоубийц / Suicide Battalion — Беверли - 1961 — Битва на Кровавом пляже / Battle at Bloody Beach — Кэролайн Пелхэм В титрах не указана - 1946 — Малыш из Бруклина / The Kid from Brooklyn — девушка, приветствующая Бёрли Салливана на вокзале - 1949 — Джолсон снова поёт / Jolson Sings Again — медсестра - 1950 — Экстренная свадьба / Emergency Wedding — миссис Янг - 1953 — Синяя гардения / The Blue Gardenia — полицейская - 1953 — Проект убийства / A Blueprint for Murder — медсестра - 1953 — Женись на мне снова / Marry Me Again — W.A.C. - 1954 — Далёкий край / The Far Country — девушка - 1955 — Пятеро против казино / 5 Against the House — девушка - 1955 — Беззаконие / Illegal — ночная санитарка - 1956 — Оборотень / The Werewolf — Мин - 1956 — Джулия / Julie — секретарша - 1957 — Перестрелка в Медисин-Бенд / Shoot-Out at Medicine Bend — горожанка - 1957 — Самая подходящая девушка / The Girl Most Likely — высокая блондинка - 1960 — Элмер Гантри / Elmer Gantry — дама в красном на празднике Рождественского сочельника - 1960 — Никто не напишет мне эпитафию / Let No Man Write My Epitaph — Рути - 1963 — Скопление орлов / A Gathering of Eagles — Энн Морс | - 1950—1953 — Театр «У камина» / Fireside Theatre — разные роли (в 6 эпизодах) - 1953 — Дни в Долине Смерти / Death Valley Days — дочь мистера Литла (в эпизоде Little Oscar's Millions) - 1954, 1956 — Я жил тремя жизнями / I Led 3 Lives — разные роли (в 2 эпизодах) - 1955 — Театр режиссёров экрана / Screen Directors Playhouse — миссис Рэгланд (в эпизоде The Final Tribute) - 1956 — Шайенн / Cheyenne — Бетти Бейкер (в эпизоде West of the River) - 1956 — Шоу Джорджа Бёрнса и Грейси Аллен / The George Burns and Gracie Allen Show — мисс Херш (в эпизоде The Girl Behind the Perfume Counter) - 1956, 1958 — Сеть / Dragnet — разные роли (в 2 эпизодах) - 1957 — Приключения Оззи и Харриет / The Adventures of Ozzie and Harriet — полицейская (в эпизоде Mystery Shopper) - 1957 — 26 мужчин / 26 Men — Кит Томпсон (в эпизоде Incident at Yuma) - 1958 — Жизнь и житие Уайатта Эрпа / The Life and Legend of Wyatt Earp — Дейзи (в эпизоде It Had to Happen) - 1958 — Дорожный патруль / Highway Patrol — Мэри Каррэн (в эпизоде Suicide) - 1958 — Истории техасских рейнджеров / Tales of the Texas Rangers — Стейси Уокер (в эпизоде Ambush) - 1960 — Бунтарь / The Rebel — Мейбл (в эпизоде In Memory of a Son) - 1960 — Дэн Рэйвен / Dan Raven — менеджер (в эпизоде The Satchel Man) - 1960 — Успех Доби Гиллис / The Many Loves of Dobie Gillis — покупательница (в эпизоде The Face That Stopped the Clock) - 1960 — Шоу Энн Сотерн / The Ann Sothern Show — мисс Фогель (в эпизоде Option Time) - 1961 — Сансет-стрип, 77 / 77 Sunset Strip — Мици Мартелл (в эпизоде The Corsican Caper) - 1961 — Сёрфсайд 6 / Surfside 6 — Голди Лок (в эпизоде Witness for the Defense) - 1962, 1969 — Три моих сына / My Three Sons — разные роли (в 2 эпизодах) - 1969 — Семейка Брейди / The Brady Bunch — миссис Энгстром (в эпизоде Eenie, Meenie, Mommy, Daddy) - 1987 — Розы для богатых / Roses Are for the Rich — надзирательница - 1988 — Джейк и Толстяк / Jake and the Fatman — судья (в эпизоде But Not for Me) - 1989 — Квантовый скачок / Quantum Leap — Бетти Фелчер (в эпизоде The Americanization of Machiko - August 4, 1953) - 1991 — Коломбо / Columbo — женщина (в эпизоде Death Hits the Jackpot) |